# Maria Komnena (Jerusalem)

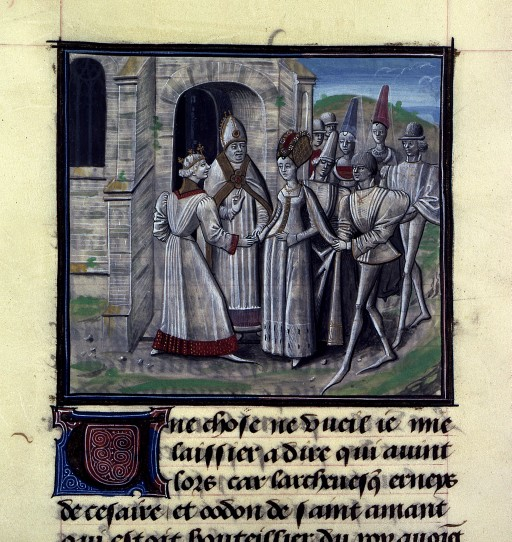
Die Hochzeit König Amalrichs I. mit Maria Komnena. Illumination aus einer Ausgabe der Historien des Wilhelm von Tyrus, 15. Jahrhundert. (Paris, Bibliothèque nationale de France, Richelieu Manuscrits)

Maria Komnena, griechisch Maria Komnini (Μαρία Κομνηνή) (* 1154; † vor 1217) war als Gattin König Amalrichs I. Königin von Jerusalem vom 29. August 1167 bis 11. Juli 1174.
Sie war Großnichte des byzantinischen Kaisers Manuel I. Komnenos. Ihr Vater war der Protosebastos Johannes Dukas Komnenos, ihr Großvater Andronikos Komnenos, ihr jüngerer Bruder Alexios Komnenos.
Nachdem die Ehe zu seiner ersten Gattin annulliert worden war, suchte König Amalrich I. von Jerusalem durch eine Ehe mit Maria Komnena sein Bündnis mit Byzanz zu stärken, mit denen er gegen die ägyptischen Fatimiden operierte. Hernesius, der Erzbischof von Caesarea, und Eudes de Saint-Amand, der königliche Mundschenk, wurden 1165 nach Konstantinopel geschickt, um Maria abzuholen. Sie wurde in Konstantinopel als Königin gesalbt und geweiht. Die Gesandtschaft kehrte zwei Jahre später zurück und landete in Tyros. Die Braut wurde durch Kaiser Manuel und Georgios Paläologos begleitet.
Die Ehe mit König Amalrich I. wurde am 19. August 1167 in Tyros durch den Patriarchen Amalrich geschlossen und Maria zur Königin von Jerusalem gekrönt. Ihre Morgengabe war Nablus.
Aus der Ehe mit Amalrich entstammte die gemeinsame Tochter Isabella.
Nachdem Amalrich 1174 gestorben war, heiratete Maria Komnena 1177 in zweiter Ehe Balian von Ibelin, den Bruder Balduins von Ramla, der damit zum Herren von Nablus wurde. Im November 1183 nahm Maria Komnena an der Hochzeit ihrer damals elfjährigen Tochter Isabella mit Humfried IV. von Toron in der Burg Karak teil, obwohl sie diese Eheschließung ablehnte. Sieben Jahre später wirkte sie entscheidend auf ihre widerstrebende Tochter ein, dass diese sich wieder von Humfried trennte und am 24. November 1190 Konrad  von Montferrat zum Gemahl nahm. Maria Komnenas Söhne mit Balian waren Johann von Ibelin und Philip von Ibelin, der Vater des Juristen Johann von Ibelin, Graf von Jaffa. Außerdem gingen aus der Ehe von Maria Komnena mit Balian zwei Töchter hervor: Helvis von Ibelin, die zuerst Rainald Garnier, Herrn von Sidon, und danach Guido von Montfort heiratete, sowie Margarete, die sich in erster Ehe mit Hugo II. von Saint-Omer und in zweiter Ehe mit Walter III. von Caesarea vermählte.